# Ajno Puronen
Ajno Andriejewna Puronen (ros. Айно Андреевна Пуронен, ur. 20 stycznia 1936 w Tośnie) – radziecka kolarka torowa i szosowa, czterokrotna medalistka szosowych oraz dwukrotna medalistka torowych mistrzostw świata.

## Kariera
Pierwszy sukces w karierze Ajno Puronen osiągnęła w 1959 roku, kiedy na szosowych mistrzostwach świata w Zandvoort zdobyła srebrny medal w wyścigu ze startu wspólnego, ulegając jedynie Belgijce Yvonne Reynders. W tej samej konkurencji Puronen zdobywała brązowe medale na mistrzostwach świata w Ronse (1963), mistrzostwach w Lasarte-Oria (1965) oraz mistrzostwach w Nürburgu (1966). Równocześnie startowała w zawodach torowych, zdobywając między innymi dwa medale mistrzostw świata. Pierwszy wywalczyła zajmując trzecie miejsce w indywidualnym wyścigu na dochodzenie podczas torowych mistrzostw świata w Paryżu w 1964 roku, gdzie wyprzedziły ją tylko Yvonne Reynders oraz Brytyjka Beryl Burton. Trzecie miejsce w wyścigu na dochodzenie zajęła również na rozgrywanych rok później mistrzostwach świata w San Sebastián, plasując się za Reynders i Hannelore Mattig z NRD. Zdobywała także medale torowych mistrzostw ZSRR, w tym w 1961 roku zwyciężyła w indywidualnej jeździe na czas, w 1963 roku w drużynowej jeździe na czas, a w 1965 roku w drużynowym wyścigu na dochodzenie. Nigdy nie wystartowała na igrzyskach olimpijskich.